# شکم‌گودها
شکم‌گودها (نام علمی: Ventrifossa) نام یک سرده از تیره دم‌شلاقی است.